# I love it♡
『I love it♡』（アイ ラブ イット）は、田村ゆかりのミニアルバム。
2024年5月29日にCana ariaから発売、株式会社テイチクエンタテインメントから販売された。

## 概要
前作『You Are The World!』から約5ヶ月ぶりのリリースとなる田村ゆかりの6作目のミニアルバム。全曲書き下ろしの8曲構成になっている。

## 収録曲
1. Poppin' Magic
作詞：松井五郎
作曲・編曲：園田健太郎・Yo-SK
2. Sweet alert
作詞：松井五郎
作曲・編曲：園田健太郎
3. トーキョーキャンディーガール
作詞：川島亮祐
作曲・編曲：サクマリョウ
4. あれもこれもFlexbility
作詞：松井五郎
作曲：HaTo
編曲：Hayato Yamamoto
5. Paradoxx.
作詞：松井五郎
作曲・編曲：設楽哲也
6. Vanilla Lover[注釈 1]
作詞：川島亮祐
作曲・編曲：サクマリョウ
7. Wonder habit
作詞：松井五郎
作曲・編曲：永塚健登
8. 好きしかありえない
作詞：松井五郎
作曲：HaTo
編曲：中野定博
ホーンアレンジ：前田大輔